# Aladdin Sane
Aladdin Sane is het zesde studioalbum van David Bowie, uitgebracht in 1973. Over het algemeen scoorde het album goed, met hits als The Jean Genie en (in het Verenigd Koninkrijk) Drive-In Saturday.

## Tracklist
- Alle nummers geschreven door Bowie, tenzij anders genoteerd.

kant 1
1. Watch That Man – 4:25
2. Aladdin Sane (1913-1938-197?) – 5:07
3. Drive-In Saturday – 4:31
4. Panic in Detroit – 4:26
5. Cracked Actor – 3:01

kant 2
1. Time – 5:13
2. The Prettiest Star – 3:27
3. Let's Spend the Night Together (Mick Jagger, Keith Richards) – 3:06
4. The Jean Genie – 4:06
5. Lady Grinning Soul – 3:52

Bonustracks op heruitgave 2003
In 2003 werd een 30th anniversary edition van het album uitgebracht, met als toegevoegde tracks enkele live-opnamen gemaakt tijdens optredens in de tournee door de Verenigde Staten van Bowie en The Spiders From Mars. 
1. "John, I'm Only Dancing ('Sax' version)" – 2:45
2. "The Jean Genie (Single mix)" – 4:07
3. "Time (Single mix)" – 3:43
4. "All the Young Dudes (Mono mix)" – 4:12
5. "Changes (Live at Boston Music Hall, 1 October 1972)" – 3:20
6. "The Supermen (Live at Boston Music Hall, 1 October 1972)" – 2:42
7. "Life on Mars? (Live at Boston Music Hall, 1 October 1972)" – 3:25
8. "John, I'm Only Dancing (Live at Boston Music Hall, 1 October 1972)" – 2:40
9. "The Jean Genie (Live at Santa Monica Civic Auditorium, 20 October 1972)" – 4:10
10. "Drive-In Saturday (Live at Cleveland Public Auditorium, 25 November 1972)" – 4:53

## Muzikanten
- David Bowie – gitaar, harmonica, saxofoon, zang
- Mick Ronson – gitaar, piano, zang
- Trevor Bolder – basgitaar
- Mick Woodmansey – drums